# فريتز ألدين هال
فريتز ألدين هال (بالإنجليزية: Frederic Aldin Hall)‏ هو أكاديمي أمريكي، ولد في 1854، وتوفي في 1925.